# Zhao Lirong
Zhao Lirong (chinês simplificado: 赵丽蓉; 11 de março de 1928 - 17 de julho de 2000) foi uma atriz chinesa que nasceu em Tianjin.

## Biografia
Antes que ela envolvido na indústria do cinema, Zhao Lirong foi um famoso atriz coadjuvante no Ópera de Pequim. Desde os anos 1980, Zhao começou sua performance comédia na Gala no Festival da Primavera na CCTV. Em 1990, seu primeiro filme com o seu papel de liderança The Spring Festival coroou Melhor Atriz de Tokyo International Film Festival e Hundred Flowers Awards. Então, ela continua a sua carreira de comediante na CCTV.
Em 17 de julho de 2000, Zhao Lirong morreu de câncer. Como uma das atrizes comediante mais favorito na China, milhares de sua audiência foram ao seu funeral.

## Filmografia
- Third Sister Yang Goes to Court (1981)
- Monkey King (西游记) (1986) (TV) - Rainha de Estados Chechi
- Dream of the Red Mansion Part 3 (红楼梦第三部) (1988) - Granny Liu
- The Spring Festival (过年) (1991) - Mãe
- Erxiao's Mother/Filial Son and Filial Piety (孝子贤孙伺候着) (1993) - Mãe

## Prêmios e indicações
Golden Rooster Awards
- 1992 Nomeado: Melhor Atriz porThe Spring Festival

Golden Phoenix Awards
- 1993 Ganhou: Melhor Atriz por The Spring Festival

Hundred Flowers Awards
- 1992 Ganhou: Melhor Atriz por The Spring Festival

Tokyo International Film Festival
- 1991 Ganhou: Melhor Atriz por The Spring Festival